# Womb (Club)

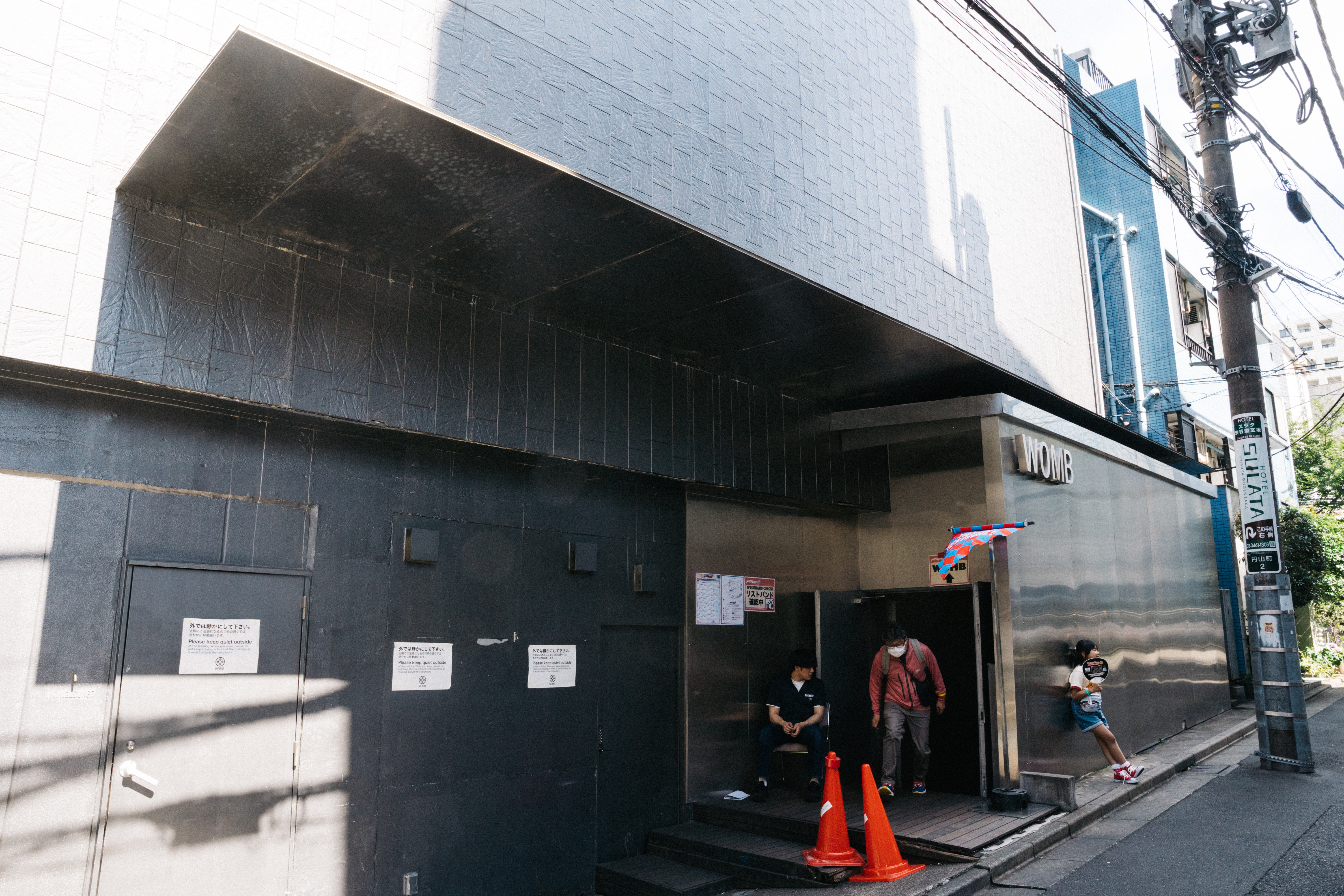
Eingang des Womb (2023)

Womb ist ein Club für elektronische Tanzmusik im Stadtteil Maruyama westlich von Shibuya im Stadtbezirk Shibuya in Tokio.

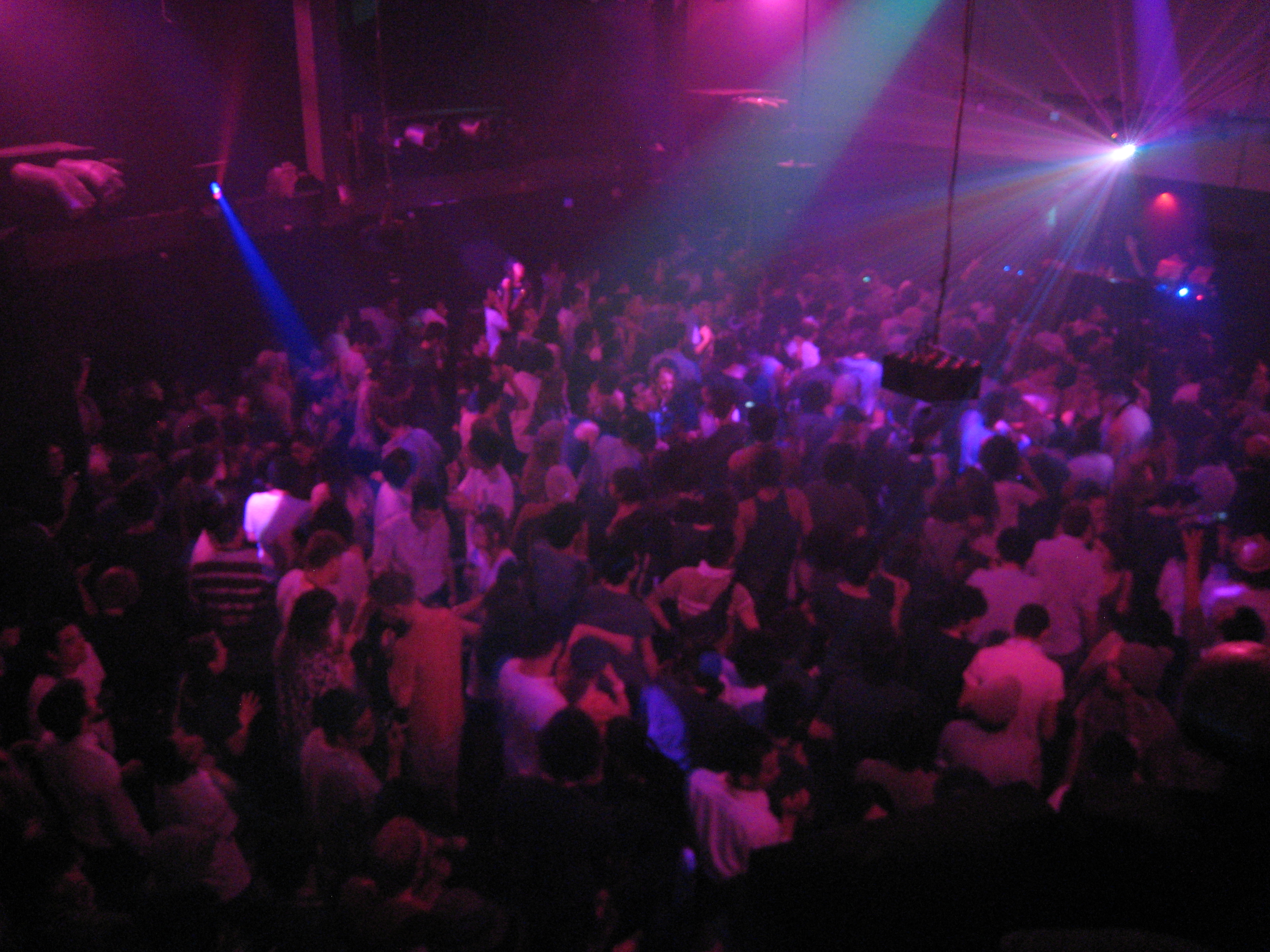
Party im Womb (2008)

## Besonderheiten
Der Club wurde im Jahr 2000 eröffnet und bietet etwa 1000 Personen Platz. Neben international bekannten DJs der elektronischen Tanzmusik treten häufiger Künstler der japanischen Technoszene auf. Der Club verfügt über eine ungewöhnlich hohe Decke unter der eine überdimensionierte Spiegelkugel hängt. Im Womb wurde eine etwa zweiminütige "Clubbing"-Szene des Filmes Babel (2006) gedreht. 

## Rezeption
Im Jahr 2009 wählten die Leser des DJ Magazine das Womb auf Platz 4 der Top 100 Clubs.